# Kruis voor Recht en Vrijheid
Het Kruis voor Recht en Vrijheid werd door Koningin Juliana der Nederlanden op 23 juli 1953 ingesteld voor de zwaarbeproefde Nederlandse militairen die deel uitmaakten aan het "Nederlands Detachement Verenigde Naties" dat in Zuid-Korea de binnengevallen Noord-Koreanen en later ook Chinese troepen probeerde te verdrijven en het marine-personeel dat zich aan boord had bevonden van Nederlandse marineschepen voor de kust van Korea.
In een Koninklijk Besluit van Koningin Beatrix der Nederlanden van 13 juli 2002 werd het kruis een decoratie die kan worden verleend aan militairen van de vier krijgsmachtonderdelen die deelgenomen hebben aan "krijgsbedrijven ten behoeve van de verdediging en ter bescherming van de belangen van het Koninkrijk" of "ten behoeve van de handhaving en de bevordering van de internationale rechtsorde, voor zover deze krijgsbedrijven bij koninklijk besluit zijn aangewezen".
Uit de toelichting bij dit besluit blijkt dat de aanwijzing als krijgsbedrijven ten behoeve van de handhaving en de bevordering van de internationale rechtsorde in de praktijk slechts zal plaatsvinden bij krijgsbedrijven die zich hebben voorgedaan bij de uitoefening van het recht tot individuele of collectieve zelfverdediging als bedoeld in artikel 5 van het Noord-Atlantisch Verdrag, krijgsbedrijven in het kader van Hoofdstuk VII van het Handvest van de Verenigde Naties en vergelijkbare krijgsbedrijven ter zake van vredesafdwingende operaties, waarbij onder meer blijken uit de rules of engagement van de uitgezonden eenheden zal blijken of er sprake is van een vredesafdwingende operatie. Het besluit laat in het midden of dit unilaterale krijgsbedrijven, ingrepen in NAVO, WEU of VN verband zijn.
Het kruis is een ongeëmailleerd zilveren achtpuntig kruis en vier centimeter lang. In het midden is een met een gestileerde beugelkroon gedekt ovaal medaillon met het monogram van Koningin Juliana aangebracht. Tussen de armen van het kruis bevinden zich twee gekruiste, ontblote, zwaarden. De keerzijde van het medaillon toont de Nederlandse Leeuw, dat wil zeggen de leeuw uit het rijkswapen, met zwaard en pijlenbundel. Het medaillon aan de keerzijde is niet gekroond.
Het drie centimeter brede zijden lint waaraan het kruis op de linkerborst wordt gedragen is ultramarijn blauw met aan weerszijden, op een millimeter van de rand een één millimeter brede witte streep. In het midden is een zeven millimeter brede oranjerode streep geweven.
Het kruis wordt ook als miniatuur gedragen. Er is niet in een knoopsgatversiering, of "lintje" voorzien.
Wanneer een militair de voorgeschreven tijd in Korea heeft volbracht wordt op het lint een gesp gedragen. Deze zilveren gesp heeft de vorm van een met bloesem omkranst Romeins zwaard, een gladius. Op het blad van het ontblote zwaard is de tekst "KOREA 1950" gegraveerd. Na een tweede, derde of vierde inzet in Korea werd op het gevest van het zwaard het cijfer "2", "3" of "4" gedragen. Men mag op het lint niet meer dan één gesp aanbrengen. Het bezit van een degelijke gesp wordt op de baton aangeduid door middel van een achtpuntige zilveren ster. Bij een tweede, derde of vierde periode wordt een achtpuntige ster gedragen waarin een cijfer "2", "3" of "4" is gegraveerd.
Er zijn voor de krijgsverrichtingen in Korea ongeveer 4.000 kruisen voor Recht en Vrijheid uitgereikt. 516 militairen hadden recht op een zwaard met het cijfer "2", 38 op een zwaard met het cijfer "3" en één Nederlandse militair bracht zo lang in Korea door dat hij het cijfer "4" op het gevest van het zwaard draagt.